# Głębokie (powiat drawski)
Głębokie – (niem. Glambek), wieś w Polsce, położona w województwie zachodniopomorskim, w powiecie drawskim, w gminie Kalisz Pomorski. W latach 1975–1998 miejscowość administracyjnie należała do województwa koszalińskiego.
W 2007 r. wieś liczyła 47 mieszkańców. Miejscowość wchodzi w skład sołectwa Prostynia. Najbardziej na zachód położona miejscowość zarówno gminy jak i powiatu.

## Geografia
Wieś leży około 12 km na zachód od Prostyni, nad jeziorem Głębokim.